# Боб и Роуз
Боб и Роуз (енгл. Bob & Rose) је британска телевизијска драма, првобитно приказивана у шест једносатних епизода, на јесен 2001. године.

## Продукција
Творац серије је Расел Т. Дејвис.
Боба је глумео комичар и глумац Алан Дејвис (није у крвној вези са творцем серије, Руселом), који је у то време био најпознатији по својој главној улози у Би-Би-Си-јевој мистериозној серији Џонатан Крик. Роузи је глумела Лесли Шарп, која је номинована за телевизијску награду Британске академије и Краљевско телевизијско друштво за најбољу глумицу. Иако је критички добро прихваћен, Боб и Роуз нису постигли огроман успех од стране публике, а последње две епизоде су пребачене из премијерног у каснији ноћни термин.

## Синопис
Серија прати живот Боба, учитеља школе, у Манчестеру. Романтичан у срцу, Боб жуди да упозна праву особу и смири се. После још једног неуспешног састанка, упознаје Роуз док обоје чекају такси. Она је разочарана својим рационалним дечком и очарана је Бобом, али у почетку не схвата да је он геј. Наредне епизоде приказују њихов раскид за који је одговорна Бобова најбоља пријатељица Холи (Џесика Хајнш). Она је потајно заљубљена у Боба и чини све што може како би се тихо умешала у Бобове односе са мушкарцима јер не жели да га изгуби. Усамљена је и једини друштвени живот јој је Боб и геј клубови које он посећује. Кад се Роуз изненада појави, Холи је доживљава као претњу, удружује се са Бобовим бившим дечком Карлом како би раздвојила Боба и Роузи. Наводи је да помисли да је Боб провео вече са Карлом, што изазива код Роузи несигурност и додатне сумње. На крају, Холи лаже Роузи.
Серија, такође, прати покушаје Роузине мајке да пронађе поузданог дечка и Бобову кампању за подршку хомосексуалаца под називом „Родитељи против хомофобије". Серија је романтична комедија, свака епизода је завршена у емоционалном или комичном врхунцу - као када Боб прати Роузи низ улицу након свађе у кафићу.
Серија има оптимистичан завршетак који успева да реши проблеме за све главне ликове - чак и Холи која на крају учи на својим грешкама. Боб и Роуз проналазе срећу.

## Епизоде
| Број | Наслов          | Оригинални датум емитовања |
| --- | --------------- | -------------------------- |
| 1 | Прва епизода    | 10. септембар 2001.        |
| Прва епизода представља два лика. Боб је учитељ енглеског језика у средњој школи, а ноћу одлази у геј клубове, у Манчестеру, и има повремене сусрете. Роуз је канцеларијски надзорник средином тридесетих година, у старој је вези са момком који јој више није занимљив. Још живи са мајком и новим дечком своје мајке. У ноћном изласку, Боб и Роуз, који се налазе у истој улици, покушавају да позову такси који пролази. Започињу разговор због недозвољене цигарете (Роуз је престала). Након што крену различитим путем, она користи Интернет како би потражила Бобову адресу. Захваљујући Роузи поново се срећу испред његове куће „случајно". Убрзо излазе на вечеру, током које је Боб приморан да скине кошуљу након што га је конобарица испрљала. Након вечере настављају разговор и одлучују да се врате у Бобову кућу, где су попили пиће. Касније проводе ноћ заједно. Непосредно пре њеног одласка, Боб и Роуз се спонтано загрле и страсно љубе. Збуњен властитим емоцијама, Боб је одмах позове да је одведе у други ресторан. Она пристаје. |                 |                            |
| 2 | Друга епизода   | 17. септембар 2001.        |
| Боб води Роуз у клуб како би је упознао са својим геј пријатељима, са некима је и спавао. Због тога је Роуз мало љубоморна. Кад се вече заврши, она посећује свог дечка у његовој ноћној смени и даје му пакет хране и разговара са њим, вероватно из осећаја кривице што га је преварила. Роузова мајка сумња да се у њеном животу појавио још један мушкарац, плаши се да би ћерка могла упасти у невољу. Она брзо мотивише Ендија да очисти и преуреди његов стан како би њој (и њему) постао привлачнији. Када га Роуз посети, она није импресионирана променама; напротив, убрзо схвата да иза свега „стоји" њена мајка што је брзо наљути. Роуз моли Боба да је одведе и они возом одлазе у Блекпул. Опет проводе ноћ заједно. После тога Боб не зна како да реагује и када Роуз понуди да одустану од путовања јер је лоша идеја, он пристане. У међувремену, Бобова пријатељица Холи (која га воли) радознала је о Роузи и када сазнаје да она ради у администратору за велике поправке аутомобила разбија сопствено ветробранско стакло само како би посетила свог „ривала". Боб одлази у посету родитељима средњих година који су укључени у локалне геј права и нису импресионирани Бобиним лежерним ставом према њиховим напорима. Његова мајка скрива свој недостатак борбеног духа етикетирајући га. Роуз је попустила под притиском и пристала је да се пресели код Ендија упркос њеној забринутости. Када стиже у његов стан, Енди долази да је поздрави, али она брзо одлази и налази се са Бобом. У кафићу га моли да се пресели код њега јер не може кући или код дечка. Он је одбија, а она му баца пиће у лице. Они се свађају изван кафића све док Боб не призна да је жели. |                 |                            |
| 3 | Трећа епизода   | 24. септембар 2001.        |
| Трећа епизода почиње тако што је Роуз на паузи, на послу, разговара са колегом. Њен бивши дечко је посећује, Роуз му објашњава да осећа да је њихов однос кренуо погрешним путем и да мисли да је подела имовине најбоља за обоје. Он је узнемирен и пита је да ли у њеном животу било још некога. Роуз одрично одговара. Док је напуштао школу, Боб каже колегиници Холи да иде са Роуз на вечеру. Холи одлази код њега кући под изговором да је заборавила на резервацију, зове све локалне ресторане док не нађе онај који је Боб резервисао. Холи тада позива свог збуњеног оца на вечеру у исти ресторан. Енди зове Роузину мајку и пита је где је његова бивша девојка отишла. Појављује се у ресторану и удара Боба. У стану, Роуз покушава да објасни Ендију шта се догодило када је упознала Боба, али он не жели да зна. Немајући шта друго да каже, она одлази. Доста јој је свих људи и чини се да су се Боб и Роуз растали. Боб и Роуз су се вратили својим животима, обоје проводе ноћи у одвојеним ноћним клубовима размишљајући о томе зашто су незадовољни. После вечере, обоје одлазе и шетају се разним улицама када непредвиђено налете једно на друго. Враћају се у Бобову кућу, грле се и љубе. Док пију кафу разговарају о свему и одлуче да покушају поново. |                 |                            |
| 4 | Четврта епизода | 1. октобар 2001.           |
| Боб и Роуз одлучују да објаве своју везу и то чине у кругу својих пријатеља. Бобови пријатељи су збуњени због његове нагле промене навика, али углавном подржавају његовог новог партнера. Роузови пријатељи су импресионирани Бобом, не знају да је он геј - Роуз је то прећутала. Боб води Роуз да је упозна са родитељима, али они стижу у кућу његових родитеља док је Бобова мајка заузета организовањем њене протестантне групе против хомофобије. Док су сви заузети, Боб описује потешкоће које је имао док је родитељима објашњавао своју сексуалну наклоњеност. Боб губи живце док чека да каже родитељима за Роуз и њих двоје одлазе. Роуз посећује Бобову пријатељицу и колегиницу Холи, док Боб посећује његовог пријатеља (и бившег дечка) Карла и разговара о његовој будућности. Роуз води Боба у кућу своје мајке, а касније сви заједно (са дечком њене мајке) одлазе на вечеру. Изван ресторана, Роуз признаје своју љубав према Бобу. Боб касно долази у кућу својих родитеља и говори им о Роуз и својим осећањима према њој. Није сигуран у себе и неспретно им говори да има девојку. Бори се да објасни да је геј, али да воли Роуз и да жели да веза са њом функционише. Током разговора схвата да његови родитељи имају властите проблеме. Следећег дана Боб и Холи присуствују митингу геј права и Роуз поново говори Бобу да га воли, он јој узвраћа. Холи прислушкује и схвата да је изгубила Боба (кога потајно воли) и да је опустошена. Током митинга, седа испред аутобуса, а Боб и његова мајка су ухапшени. |                 |                            |
| 5 | Пета епизода    | 8. октобар 2001.           |
| Након што су током протеста стигле вести о блокирању аутобуске линије, сви су сада свесни односа Боба и Роуз и његовог сексуалног опредељења. Касније су се Боб и његова мајка изјашњавали као „кривим и поносним" на суду и добили су малу новчану казну, што су прославили касније у пабу заједно са Роуз и Холи. Холи покушава да се сретне са старим дечком. Бобови родитељи се и даље свађају, његов отац осећа гађење због јавне срамоте своје супруге. Она напушта породични дом и усељава се у кућу свог сина, док је његов отац у међувремену срећан што је његова претерано контролисана супруга коначно одлучила да му пружи мир. Холи посеже за Бобовим старим дечком Карлом, који је заправо двосмислен у вези са Бобовом везом са Роуз, али Холи смишља план да их раздвоји. Дан венчања се ближи. Док Роузина мајка прави фризуру, она јој говори да је њен дечко користио слике заштићене ауторским правима за његов часопис без дозволе и да казна износи 30 000 фунти. Боб је то истражио. Мајка јој не верује, али Роуз је моли да назове банку да види да ли је њен новац још увек на заједничком рачуну. Њена мајка је одбија и напада. У канцеларији за регистрацију, сумњичава млада зграби телефон своје ћерке да провери рачун на ком је њен дечко оставио 32 фунте. Венчање је отказано. Холи и Роуз се напију, док Карло позива Боба на пиће, где разговарају о старим пријатељима. Изазивају неповерење између пара. |                 |                            |
| 6 | Шеста епизода   | 15. октобар 2001.          |
| Боб каже Роуз да се напио са Карлом код њега. Холи и даље изазива код Роуз сумњу са питањем шта се заправо догодило. Осећајући кривицу због онога што је учинила, одлази у клуб и пита Карла да ли је заиста спавао са Бобом. Одговара јој да га је Боб желео, али да га је он зауставио. Холи зна да он лаже. Боб и Роуз су раскинули због Роузових сумњи у везу са Карлом упркос Бобовим порицањима. Бобови родитељи најављују да се разводе, а Боб се љути, кажњава их говорећи да само праве сцену. Боб и Роуз се враћају тамо где су били на почетку серије, обојица излазе са пријатељима тражећи човека из својих снова. Обоје су очигледно незадовољни својим старим животима. Када излази са Роуз и њеним пријатељима, Холи угледа Боба који на шанку шпијунира збуњеног ученика из школе. Холи саветује Боба да помогне дечаку, он и даље у депресији каже „нико није био ту да мени помогне“. Холи се договара са Роуз и признаје да је лагала, као и да је била заљубљена у Боба још од универзитета и када се коначно заљубио у жену, то није била она. Касније Холи и Боб седе на клупи и она му показује Роуз која седи на другој клупи. Осећајући намештаљку, Боб устаје да оде, али Холи га ошамари и присили га да остане прибран. Роуз звижди и пар се упушта у наручје. Нешто касније, Боб и Роуз покушавају да убеде Холи да присуствује вечери у њиховом дому. Она, међутим, има друге планове. Холи упознаје новог мушкарца, Карло постаје плесач. Боб и Роуз су срећни, постали су родитељи. |                 |                            |

## Дискусија
Као и код Тотално квир, Боб и Роуз укључили су хомосексуалност као кључну тему. Серија се заснива на геју који се заљубио у жену, темељи се на догађајима из стварног живота. Ова прича је изазвала узнемиреност међу активистима за права хомосексуалаца који су сматрали да је претпоставка серије да је геј избор или фаза, што је потом створило снажну контра реакцију бисексуалаца који су критику назвали непоштеном. Међутим, Боб у серији категорички наводи да није бисексуалац: „Рођен сам као геј, умрећу као геј и имаћу геј надгробни споменик“. Каже да га је Роуз привлачила као особа, а не као родни избор. Каже да ће „увек гледати мушкарце“, али Роуз је једина жена за њега.

## Улоге
| Улога         | Глумац          |
| ------------- | --------------- |
| Роуз Купер    | Лесли Шарп      |
| Роберт Госаж  | Алан Дејвис     |
| Холи Венс     | Џесика Хајнш    |
| Анита Кендрик | Кејти Кавана    |
| Марина Маркиз | Шивон Финеран   |
| Енди Левис    | Данијел Рајан   |
| Моника Госаж  | Пенелопи Вилтон |

## ДВД издање
Цела серија од шест епизода објављена је на ДВД-у 15. априла 2002. године у Великој Британији и 17. фебруара 2004. године у Сједињеним Америчким Државама. ДВД у Уједињеном Краљевству није препоручљив за млађе од 15. година. На корици је фотографија Боба и Роуз како се грле и смешкају, са логотипом серије изнад њих.